# Telebelluno Dolomiti
Telebelluno è una emittente televisiva locale che trasmette in provincia di Belluno. La sede si trova a Belluno in via Zuppani 5.

## Descrizione
Telebelluno, attraverso una serie di passaggi e aggiornamenti, opera da quasi quarant'anni in provincia di Belluno; si tratta dell'unica emittente nata e operante esclusivamente in tutto il territorio provinciale. Telebelluno è una società a responsabilità limitata con sede a Belluno, in via Zuppani 5, con capitale sociale, al 31 dicembre 2009, di 1.000.000 €.

## Direttori
- Don Lorenzo Dell'Andrea (1º dicembre 1995 - 31 ottobre 2016)
- Nicola Maccagnan (1º novembre 2016 - novembre 2017)
- Andrea Cecchella (novembre 2017 - 31 dicembre 2022)
- Andrea Zucco (1º gennaio 2023 - in carica)

## Composizione mux

### Canali televisivi
| LCN | Canale                    | Note |
| --- | ------------------------- | ---- |
| 75  | TELEBELLUNO               | FTA  |
| 79  | RADIO BELLLA E MONELLA TV | FTA  |
| 81  | TELEDOLOMITI              | FTA  |
| 82  | RADIOSORRISO TV           | FTA  |
| 83  | TELECITTÀ                 | FTA  |
| 84  | TELEROMAGNA               | FTA  |
| 85  | CAFÈTV24                  | FTA  |
| 86  | RADIO ADIGE TV            | FTA  |
| 87  | SOCIAL CHANNEL            | FTA  |
| 88  | IL 13                     | FTA  |
| 89  | TELECONTATTO 2            | FTA  |
| 90  | TELEANTENNA.IT            | FTA  |
| 91  | TELEALTOBUT               | FTA  |
| 93  | RAN FRIUL                 | FTA  |
| 94  | RAN GERM                  | FTA  |
| 95  | RAN SLO                   | FTA  |
| 97  | TRY LAIM                  | FTA  |